# Samsung Galaxy S21
Samsung Galaxy S21 è una linea di smartphone, basata su Android; progettata, sviluppata, prodotta e commercializzata da Samsung Electronics, come parte della serie Galaxy S.
Servono collettivamente come successori dei Galaxy S20.
I primi tre sono stati presentati all'evento Galaxy Unpacked di Samsung, il 14 gennaio 2021, mentre la Fan Edition è stata presentata al CES 2022, il 4 gennaio 2022.
La linea S21 comprende i modelli di punta Galaxy S21 5G, Galaxy S21+ 5G, e così come l'S21 FE - orientato al budget più ridotto - che differiscono principalmente per le dimensioni dello schermo, nonché un modello più grande, incentrato sulla fotocamera, il Galaxy S21 Ultra 5G.
Gli aggiornamenti chiave rispetto al modello precedente, oltre alle specifiche migliorate, includono un display con una frequenza di aggiornamento di 120 Hz variabile, un sistema di telecamere migliorato che supporta la registrazione video 8K, e uno zoom fino a 30-100x, a seconda del modello.
Tutti i modelli supportano la rete 5G e Wi-Fi 6, tranne la variante Ultra, che supporta anche il Wi-Fi 6E.

## Storia
Inizialmente si riteneva che lo smartphone dovesse chiamarsi Galaxy S30; tuttavia, il 14 gennaio 2021 è stato rivelato il nome ufficiale, ovvero Galaxy S21. Inoltre, molti dei dettagli relativi alle specifiche tecniche del telefono sono stati resi ampiamente noti già prima del rilascio.

## Design
Gli smartphone Galaxy S21 implementano un display Infinity-O (introdotto per la prima volta sul Galaxy S10) contenente un foro circolare nella parte superiore centrale per la fotocamera frontale. A differenza dei precedenti Galaxy S, le fotocamere principali non sono centrate, ma poste nell'angolo superiore sinistro del dispositivo con una sporgenza rettangolare simile a quella di altri dispositivi come iPhone 12 e Pixel 5. Galaxy S21, S21+, e S21 FE hanno tre fotocamere, mentre Galaxy S21 Ultra ne possiede quattro. Il modello base è disponibile in quattro colorazioni, Galaxy S21+ in tre colorazioni, versione Ultra solo in due colorazioni, e la FE versione in quattro colorazioni.

## Specifiche

### Hardware
La linea S21 comprende quattro modelli con diverse specifiche hardware per ciascuno.

#### Chipset
I dispositivi internazionali montano il SoC Samsung Exynos 2100, mentre quelli statunitensi ed alcuni modelli per i mercati asiatici utilizzano il Qualcomm Snapdragon 888.

#### Schermo
Tutti i modelli utilizzano un display Dynamic AMOLED 2x, con risoluzione 1080 × 2400 pixel (1080p) su S21, S21+, e S21 FE e 1440 × 3200 pixel (1440p) su S21 Ultra.
Supportano lo standard HDR10+ e la tecnologia Dynamic tone mapping.
Le dimensioni dello schermo su S21, S21+, e S21 FE sono rispettivamente di 6,2, 6,7, e 6,4 pollici, mentre su S21 Ultra la diagonale è da 6,8 pollici. La frequenza di aggiornamento è di 120 Hz per tutti e quattro i dispositivi, il rapporto d'aspetto è 20:9.
Lo schermo su S21, S21+, e S21 FE è piatto, mentre su S21 Ultra si presenta leggermente ricurvo sui bordi laterali del dispositivo.

#### Memoria
La RAM è di 6 o 8 GB per S21 FE, 8 GB per S21 e S21+, e 12 o 16 GB per S21 Ultra, a seconda della configurazione scelta.
Per tutti i modelli i tagli di memoria d'archiviazione interna disponibili sono 128 e 256 GB, a cui si aggiunge quello da 512 GB disponibile solo su S21 Ultra. Nessuno dei dispositivi della serie supporta l'espansione della memoria interna tramite MicroSD.

#### Lettore d'impronte digitali
Il lettore di impronte digitali a ultrasuoni sotto lo schermo è stato leggermente ingrandito rispetto alla generazione precedente per S21, S21+ e S21 Ultra, mentre S21 FE utilizza ancora un lettore di impronte digitali ottico.

#### Batteria
Galaxy S21, S21+, S21 Ultra, e S21 FE montano rispettivamente batterie da 4000 mAh, 4800 mAh, 5000 mAh, e 4500 mAh e supportano la ricarica induttiva Qi fino a 15 W, è presente inoltre la possibilità di caricare altri telefoni e accessori compatibili con Qi tramite il retro degli smartphone. La ricarica cablata è supportata tramite USB-C fino a 25 W.

#### Connettività
Su tutte le versioni è stata implementata la tecnologia 5G; inoltre, l'ingresso per il jack audio da 3,5 mm è assente su tutti i modelli.

#### Fotocamere
I sensori delle fotocamere di Galaxy S21, S21+, e S21 FE sono rimasti pressoché invariati rispetto alla serie Galaxy S20, presentando solo alcune novità relative al software fotografico, come ad esempio la modalità Scatto Singolo, che consente agli utenti di acquisire foto o video contemporaneamente con sensori diversi.
Galaxy S21 Ultra, a differenza degli altri due modelli, ha ricevuto alcuni miglioramenti importanti sul fronte hardware: sono stati aggiunti due teleobiettivi da 10 megapixel ciascuno, con supporto per lo zoom ottico 30X e lo zoom digitale 100X (definito come "zoom con super risoluzione"). Tutti i modelli possono anche registrare video 8K a 24 fps.
La fotocamera frontale è da 10 MP su S21 e S21+, da 40 MP su S21 Ultra, e da 32 MP su S21 FE.

#### S-Pen
Il solo Galaxy S21 Ultra supporta la S-Pen. Questa è simile a quella della linea Note, ma non supporta la connettività Bluetooth; ne consegue l'impossibilità di usare un tasto dedicato per effettuare varie operazioni a distanza.
La S-Pen è disponibile a parte e può essere inserita in una custodia concepita specificamente per essa, non essendo presente un alloggiamento all'interno dello smartphone.

### Software
Tutti i telefoni tranne la versione FE sono stati rilasciati con Android 11 e l'interfaccia utente personalizzata One UI 3.1 di Samsung.
A partire dal 15 novembre 2021 è cominciato il rilascio della versione stabile di Android 12 con interfaccia One UI 4.0, poi aggiornata alla versione 4.1 a partire dalla fine di marzo 2022.
La versione FE è stata immessa sul mercato con Android 12 e One UI 4.0, poi passata alla versione 4.1.
A novembre 2022 è stato rilasciato Android 13 con One UI 5.0 per entrambi i modelli.
A meta febbraio 2022, è stato rilasciato un aggiornamento software, il quale aggiorna il sistema operativo alla One UI 5.1.
A novembre 2023, la gamma completa di S21 (FE compreso), ha ricevuto Android 14 con la One UI 6.0.

## Commercializzazione
Galaxy S21, S21+ e S21 Ultra 5G sono stati commercializzati il 29 gennaio 2021, e i prezzi di lancio europei in euro erano i seguenti:
- Galaxy S21: €879 (128 GB), €929 (256 GB);
- Galaxy S21+: €1.079 (128 GB), €1.129 (256 GB);
- Galaxy S21 Ultra: €1.279 (128 GB), €1.329 (256 GB), €1.459 (512 GB)
- Galaxy S21 FE: €769 (128 GB), €839 (256 GB);